# North American XB-70 Valkyrie
North American XB-70 Valkyrie – amerykański ponaddźwiękowy samolot eksperymentalny z początku lat 60. XX wieku, opracowany i zbudowany w zakładach North American Aviation (NAA) w układzie kaczki z nowatorskimi, składanymi w pionie końcówkami skrzydeł. Celem programu, prowadzonego na zlecenie Dowództwa Strategicznych Sił Powietrznych USA (ang. SAC – Strategic Air Command), złożonego jeszcze w latach 50., było sprawdzenie możliwości skonstruowania stratosferycznego bombowca strategicznego, zdolnego do latania z prędkościami zbliżonymi do 3-krotnej prędkości dźwięku (mach 3), a następnie wprowadzenie go do produkcji seryjnej pod nazwą B-70 (przewidywano wyprodukowanie 50 sztuk). Zbudowano 2 prototypy. Pierwszy z nich oblatano 21 września 1964 roku, drugi – 17 lipca 1965.

## Historia

### Geneza
Zadaniem utworzonego w 1946 roku amerykańskiego Dowództwa Lotnictwa Strategicznego (Strategic Air Command/SAC) była realizacja misji uderzeniowych przeciwko celom rozmieszczonym na całym świecie. W szczególności potencjał nowej formacji miał za zadanie zaatakować Związek Radziecki, gdyby zimna wojna przerodziła się w otwarty konflikt. Od czasu pozyskania przez ZSRR broni atomowej w 1949 roku, priorytetem SAC stało się zniszczenie lub uszkodzenie radzieckich instalacji nuklearnych i środków przenoszenia broni jądrowej, w celu uniemożliwienia przeprowadzenia ataku na kontynentalną część Stanów Zjednoczonych i państwa Europy Zachodniej. Na przełomie lat 40. i 50. oraz w latach 50. do realizacji tego typu zadań SAC dysponowało flotą stale unowocześnianych samolotów bombowych. Po zakończeniu II wojny światowej Stany Zjednoczone dysponowały najliczniejszą na świecie flotą ciężkich, czterosilnikowych samolotów bombowych. Duże powojenne redukcje sprzętowe ograniczyły ich liczbę i typy do Boeing B-29 Superfortress oraz Boeing B-50 Superfortress, którego dostawy rozpoczęto w 1948 roku. Całkowicie nową jakość miało zapewnić wprowadzenie do linii maszyn Convair B-36 Peacemaker. Nowe radzieckie samoloty myśliwskie MiG-15 drastycznie ograniczyły lub uczyniły niemożliwym realizacje zadania penetracji przestrzeni powietrznej Związku Radzieckiego przez B-36. W 1951 roku w strukturach SAC pojawiły się pierwsze odrzutowe bombowce Boeing B-47 Stratojet, a w 1955 roku Boeing B-52 Stratofortress. Ich szybkość i pułap lotu miały dać im szanse przetrwania w starciu z radzieckimi samolotami myśliwskimi. Rozwój rakietowych systemów przeciwlotniczych oraz nowych radzieckich samolotów przechwytujących, ponownie postawił pod znakiem zapytania skuteczność nuklearnego odstraszania realizowanego przez amerykańskie siły bombowe. Strategia budowania samolotów coraz szybszych i latających wyżej zaowocowała budową naddźwiękowego Convair B-58 Hustler. W 1954 roku generał Curtis LeMay, dowódca SAC, zaproponował budowę jeszcze szybszej maszyny, nowego bombowca strategicznego o międzykontynentalnym zasięgu, zdolnego do lotu z prędkością Ma=3. Bardzo duża prędkość i wysokość lotu pozwoliłaby uniknąć przechwycenia przez radzieckie samoloty myśliwskie i pociski przeciwlotnicze.

### Projekt
14 października 1954 roku United States Air Force opublikowały ogólne wymagania operacyjne GOR 38 (General Operational Requirements No. 38), w których podkreślono potrzebę pozyskania nowego bombowca strategicznego, dysponującego możliwością lotu z bardzo dużą prędkością naddźwiękową. W grudniu tego samego roku zielone świtało do rozpoczęcia praca nad pozyskaniem nowej maszyny dali prezydent Stanów Zjednoczonych Dwight Eisenhower i Departament Obrony Stanów Zjednoczonych. W lutym 1955 roku zawężono wymagania i charakterystyki nowej konstrukcji. Zakładano, iż maszyna ma dysponować promieniem działania rzędu 7408 km, pułapem lotu 18 288 m oraz mieć możliwość przenoszenia 22 680 kg ładunku bombowego, klasycznych bomb lub jądrowych. Nie wymagano już, aby na całym profilu lotu samolot poruszał się z prędkością rzędu Ma=3. Prędkość przelotowa została określona na poziomie rzędu Ma=0,9. Jedynie odcinek około 1852 km, dolotu do celu, nad celem i ucieczki, nowa maszyna miała być zdolna do pokonania ich z prędkością rzędu Ma>2. Charakterystyki opublikowano w szczegółowych wymaganiach technicznych i operacyjnych SR 22 (Study Requirement No. 22) 18 lutego 1955 roku, wydanych przez Air Research and Development Command.

### WS-125/WS-110
Podstawową przeszkodą w uzyskaniu wymaganych parametrów był brak odpowiednich jednostek napędowych. Potencjalną możliwość skonstruowania odpowiednich silników, dostrzeżono w projektach nowych źródeł napędu, badanych pod koniec lat 50. w Stanach Zjednoczonych, alternatywnych dla klasycznych paliw węglowodorowych. Jednym z nich był napęd jądrowy (Aircraft Nuclear Propulsion – ANP), a drugim napęd opierający się na paliwach chemicznych o wysokiej energii spalania (high energy fuel – HEF). Były to paliwa oparte na związkach organicznych boru – alkiloborany. Wstępne prace nad samolotami wykorzystującymi nowe źródła prowadzono w wytwórniach Boeing, Convair, Douglas i Lockheed. Napęd jądrowy potencjalnie mógłby zapewnić praktycznie nieograniczony zasięg, a napęd HEF mógłby pozwolić na osiągnięcie wymaganej, bardzo dużej prędkości naddźwiękowej. Samolot wykorzystujący obydwa źródła napędu mógłby zrewolucjonizować technikę lotniczą. Z drugiej jednak strony konstruktorzy pracujący nad obydwoma projektami borykali się z piętrzącymi się problemami technicznymi, jakie generowały obydwa programy. Wojsko w osobie LeMaya nalegało, aby rozdzielić obydwa projekty. Fiasko jednego z nich nie wpłynęłoby na kondycję drugiego. 22 marca 1955 opublikowano ogólne wymagania operacyjne GOR 81 dla bombowca z napędem jądrowym i GOR 82, dla bombowca z napędem chemicznym (Chemically Powered Bomber – CPB). Program bombowca z napędem jądrowym otrzymał oznaczenie WS-125A (Weapon System No. 125A), a CPB oznaczenie WS-110A (Weapon System No. 110A). W lipcu 1955 roku program WS-110A uzupełniono o wymagania dotyczące samolotu rozpoznania strategicznego WS-110L, dla którego opublikowano ogólne wymagania operacyjne GOR 96. Projekt chemicznego napędu oznaczany jest w literaturze jako WS-110A/L.

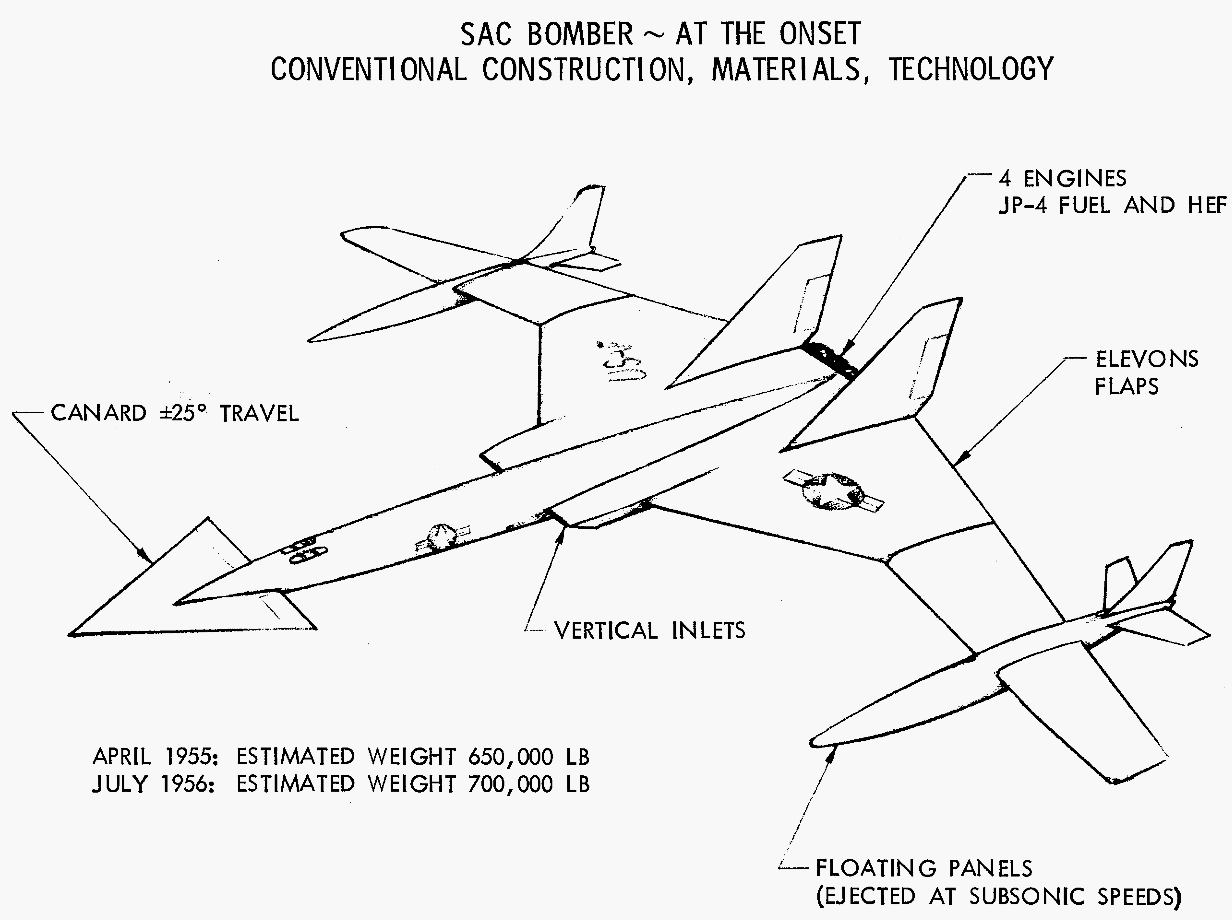
Wstępny projekt North American, samolot z odrzucanymi zewnętrznymi sekcjami skrzydeł

16 lipca 1955 roku Air Research and Development Command wskazało wytwórnie, które miały wziąć odpowiedzialność za opracowanie i budowę poszczególnych modeli. Convair i Lockheed WS-125A, a Boeing i North American – WS-110A/L. 8 listopada 1955 roku, obydwie wytwórnie zaangażowane w projekt WS-110A otrzymały formalne zlecenie rozpoczęcia pierwszej fazy projektu. W jej ramach miały za zadanie opracowanie wstępnych projektów, przeprowadzenie badań w tunelu aerodynamicznym oraz budowę, pełnowymiarowej makiety przyszłego bombowca. Rezultatem prac inżynierów Boeinga była maszyna roboczo określana jako Model 724. Z kolei North American opracował maszynę NA-239. Formalny kontrakt na rozpoczęcie prac nad WS-110A/L, North American podpisała 16 kwietnia 1956 roku. Z kolei 7 czerwca 1956 roku siły powietrzne zawiesiły kontynuowanie prac związanych z wersją rozpoznania strategicznego WS-110L. Wstępne projekty zostały przedłożone do oceny w październiku 1956 roku. Obydwie wytwórnie zaprojektowały bardzo duże maszyny o masie startowej rzędu 300 ton, rozpiętości około 80 metrów i długości 60 metrów. Obydwa projekty charakteryzowały się smukłym kadłubem, skrzydłami o dwutrapezowym obrysie i przednim usterzeniem. Samolot Boeinga miał być napędzany czterema silnikami turboodrzutowymi General Electric X275. NA-239 miał dysponować taką samą liczbą tych samych silników lub zwiększoną do sześciu. Boeing dysponował pojedynczym usterzeniem pionowym, projekt North American podwójnym. Innowacyjnym rozwiązaniem obydwu maszyn był projekt skrzydeł samolotów. W celu osiągnięcia prędkości bojowej, dolotu nad cel, ataku i ucieczki znad celu, zewnętrzne sekcje skrzydeł, wraz z integralnymi zbiornikami paliwa miały być odrzucane w locie. Rozwiązanie to zmniejszało by masę samolotu i opory aerodynamiczne, umożliwiając osiągnięcie odpowiedniej prędkości Ma > 2. Obydwa projekty nie zyskały uznania w oczach specjalistów z US Air Force. Wielkość samolotów oraz ich masa uniemożliwiała korzystanie z większości baz lotniczych, jakimi dysponowała SAC. Ich obsługa, eksploatacja, przywracanie sprawności bojowej stanowiłoby ogromne wyzwanie dla służb technicznych z jednej strony, z drugiej generowałoby ogromne koszty. 30 sierpnia 1957 roku rozpoczęto formalnie drugą fazę programu. W ich ramach obydwie wytwórnie dostały 45 dni na poprawienie swoich projektów. 18 września tego samego roku opublikowano uszczegółowione wymagania stawiane przed nowymi konstrukcjami. Zmodyfikowano profil lotu samolotu, rezygnując z dwóch różnych prędkości, przelotowej i bojowej. Nowe wymagania stawiały przed samolotem zadanie realizacji misji w locie z prędkością rzędu Ma = 3,0–3,2 na całej długości trasy, na pułapie rzędu 21 336–22 860 metrów. Samolot miał dysponować zasięgiem 11 297–19 446 km, a masa startowa nie powinna przekraczać 222 ton. Samolot lecący z prędkością naddźwiękową w całym profilu lotu, zużywa dwa razy więcej paliwa, niż gdyby leciał z mniejszą prędkością. Pokonuje jednak w tym samym czasie trzy- lub czterokrotnie większą odległość. Optymalizacja konstrukcji samolotu do lotów z dużą prędkością naddźwiękową, zdaniem sił powietrznych, umożliwi osiągnięcie wymaganych celów.
18 października 1957 roku obydwie wytwórnie przedstawiły swoje poprawione projekty. Boeing niewiele zmodyfikował swój poprzedni projekt, rezygnując z odrzucanych zewnętrznych sekcji skrzydeł. Konstrukcja dysponowała trapezoidalnymi skrzydłami, sześcioma silnikami General Electric X279E, przednim usterzeniem składanym podczas lotu z prędkością naddźwiękową i pojedynczym usterzeniem pionowym. Z kolei zespół konstruktorów North American Aviation, pod kierunkiem Raymonda H. Rice'a i Waltera A. Spivaka, całkowicie przeprojektował swoją konstrukcję, która otrzymała oznaczenie NA-259. Projekt konkurencyjnej do Boeinga wytwórni wykorzystywał zjawisko tzw. kompresji siły nośnej.

#### Zjawisko kompresji siły nośnej
Zjawisko kompresji siły nośnej po raz pierwszy opisali w marcu 1956 roku dwaj inżynierowie NACA – Clarence A. Syvertson i Alfred J. Eggers. Badali oni niewyjaśnione odchyłki trajektorii lotu obiektów powracających do atmosfery ziemskiej, odkrywając zjawisko i opracowując zasady praktycznego wykorzystania kompresji siły nośnej. Zjawisko polegało na wytworzeniu fali uderzeniowych na dolnej powierzchni skrzydeł samolotu lecącego z prędkością naddźwiękową. Fale uderzeniowe zwiększają ciśnienie powietrza pod skrzydłami, powodując tym samym wzrost siły nośnej. Jeśli udałoby się generować fale uderzeniowe w szerokim zakresie prędkości, samolot mógłby lecieć z mniejszym kątem natarcia skrzydeł, redukując tym samym opór indukowany. Wzrasta tym samym doskonałość aerodynamiczna całej konstrukcji, która wpływa na zasięg statku powietrznego. Inżynierowie North American mieli okazję zapoznać się z raportem NACA w styczniu 1957 roku. W NA-259 po raz pierwszy wykorzystano zjawisko „kompresji siły nośnej” (dosł. „sprężenia siły nośnej”) (ang. compression lift), zapewniające najlepszy uzyskany dotąd w historii stosunek siły nośnej do oporu (ang. lift-to-drag ratio). W NA-259 fala uderzeniowa miała być wytwarzana przez stateczniki poziome, znajdujące się przed głównymi powierzchniami nośnymi. Fale przepływając pod skrzydła samolotu powodują zagęszczenie (kompresję) powietrza pod nimi – a tym samym zwiększenie siły nośnej.

### NA-259

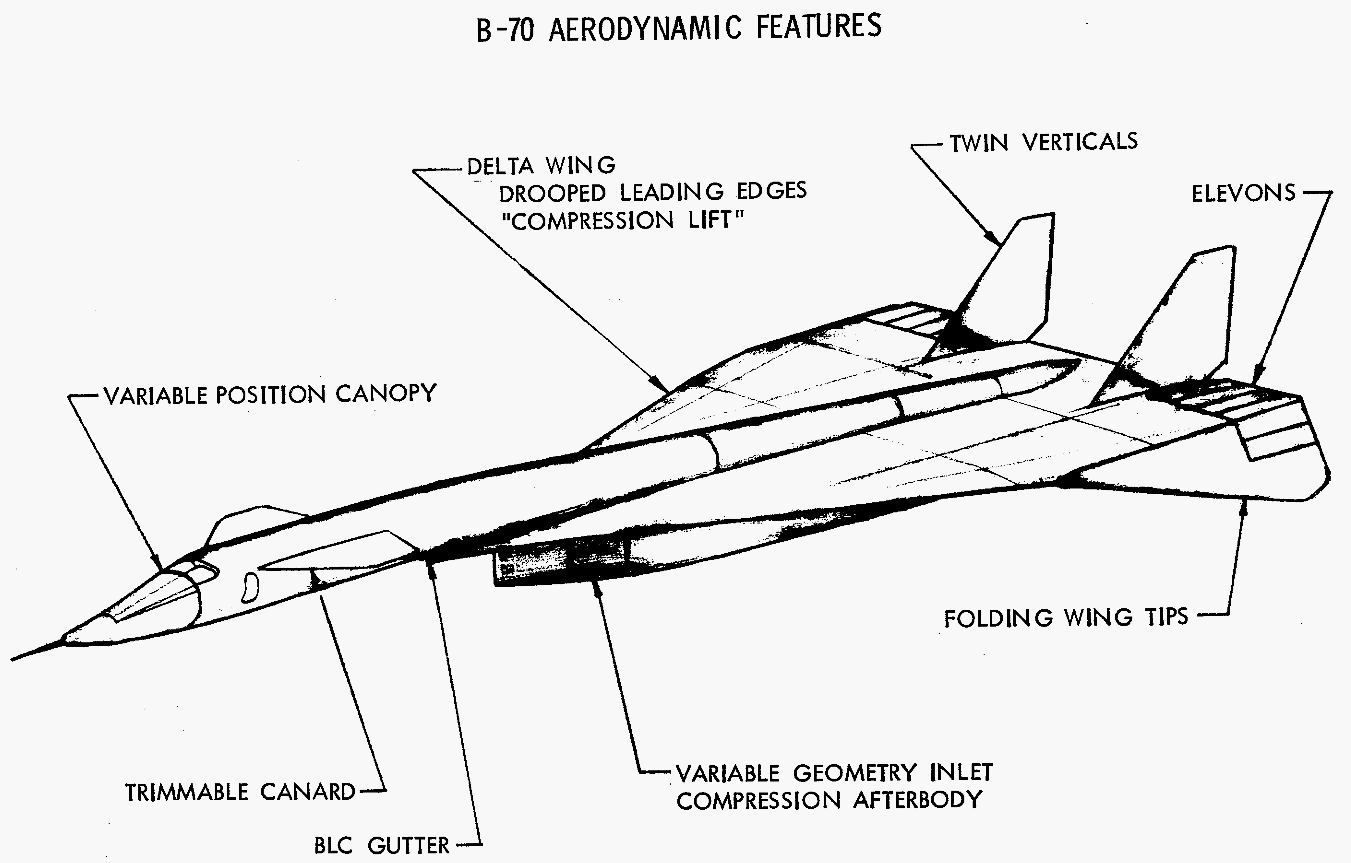
Ostateczny projekt North American Aviation w programie WS-110A

Wyniki badań nad zjawiskiem kompresji siły nośnej nie były znane tylko specjalistom z North American, inżynierowie Boeinga również się z nimi zapoznali, ale nie skorzystali z uzyskanych w ten sposób rezultatów we własnym projekcie. W pracach nad NA-259 skorzystano również z doświadczeń zdobytych przy projektowaniu i budowie naddźwiękowego, strategicznego samolotu-pocisku, napędzanego silnikami strumieniowymi SM-64 Navaho. Zaprojektowano samolot z dużym skrzydłem w układzie delta, z odchylanymi do dołu zewnętrznymi sekcjami. Ich celem była z jednej strony stabilizacja samolotu i zwiększenie jej stateczności podczas lotu z dużą prędkością, z drugiej, zwielokrotnienie efektu kompresji siły nośnej. Konstrukcja miała przednie usterzenie poziome, a dzięki odchylanym końcówkom skrzydeł, zwiększającym stateczność, zdwojone, o mniejszej powierzchni niż w pierwotnym projekcie usterzenie pionowe. Samolot miał być napędzany sześcioma silnikami X279E (YJ93), do których powietrze doprowadzały umieszczone pod skrzydłem dwa kanały wlotowe. Z przodu obydwa kanały oddzielone zostały od siebie dużym pionowym klinem. Jego zadaniem, obok rozdzielenie powietrza pomiędzy sześć silników, było również generowanie fali uderzeniowej potrzebnej do wytworzenia efektu kompresji siły nośnej. Wytwarzała je przednia krawędź klina, prostopadła do kierunku lotu. W konstrukcji samolotu miano zamiar wykorzystać w dużym stopniu stopy tytanu. Dzięki takiemu rozwiązaniu nagrzewający się podczas lotu z dużą prędkością płatowiec zachowałby swoją integralność konstrukcyjną. Po dokonaniu oceny nadesłanych przez producentów projektów, 23 grudnia 1957 roku, zwycięzcą programu został North American Aviation ze swoim projektem NA-259. Konsekwencją decyzji było przyznanie kontraktu AF33(600)-36118 na kontynuowanie prac projektowych oraz podpisanie 24 stycznia 1958 roku kontraktu AF33(600)-36599 na rozpoczęcie pierwszej fazy programu, obejmującej budowę pełnowymiarowej makiety nowej konstrukcji oraz wykonanie szczegółowego jej projektu. 6 lutego 1958 roku nowy samolot bombowy, który miał być efektem ukończenia prac przez North American Aviation, otrzymał wojskowe oznaczenie XB-70, a 3 lipca tego samego roku wybrano w konkursie zorganizowanym przez SAC nazwę Valkyrie. Niezadowolony z takiego obrotu spraw Boeing, poprosił o przeprowadzenie kongresowego dochodzenia nad zasadnością wyboru konstrukcji NAA. Komisja Kongresu zgodziła się z decyzją Sił Powietrznych.
W momencie podjęcia decyzji o wyborze samolotu NAA, amerykańskie siły powietrzne planowały pozyskanie 65 samolotów oraz dwóch dodatkowych płatowców do przeprowadzenia prób statycznych i zmęczeniowych. W lutym 1958 roku, zakończono zawieszony w czerwcu 1956 roku program WS-110L, budowy wersji rozpoznania strategicznego. Tego typu zadania miały prowadzić satelity rozpoznawcze programu CORONA oraz maszyny Lockheed U-2 i Lockheed SR-71 Blackbird. 19 marca 1958 roku opublikowano nowy, ambitny harmonogram prac nad projektem. Ukończony prototyp XB-70 miał się po raz pierwszy wznieść w powietrze w grudniu 1961 roku. W grudniu 1963 roku miały się rozpocząć dostawy seryjnych bombowców, które gotowość operacyjną powinny uzyskać w sierpniu następnego roku. Zredukowano plany zakupowe, ograniczając je do 50 maszyn bojowych i 12 doświadczalnych

## Budowa prototypów
W maju 1958 roku NAA rozpoczął proces poszukiwania i wyboru partnerów przemysłowych do budowy samolotu. Wśród wybranych firm znalazły się między innymi Lockheed, Aeronica, Vought, Motorola, General Dynamics. Ogółem, w program budowy nowego bombowca zaangażowanych zostało około 2000 podmiotów. Jesienią tego samego roku pojawiły się pierwsze wątpliwości co do zasadności kontynuowania projektu. Podstawowa wątpliwość dotyczyła zdolności docelowego B-70 do penetracji radzieckiej przestrzeni powietrznej i realizacji zadania, przy stale rozbudowywanym potencjale obronnym Związku Radzieckiego. Coraz nowocześniejsze międzykontynentalne rakiety balistyczne wydawały się zdecydowanie lepiej nadawać do niszczenia radzieckich instalacji nuklearnych i odstraszania. Pomimo tego, rządowa administracja przydzieliła środki na kontynuowanie prac, podkreślając jednak, że dalsze finansowanie uzależnione jest od postępów w realizacji zakładanych celów, jakie powinien osiągnąć nowy samolot. Konsekwencją groźby było przesunięcie planowanej daty oblotu samolotu na styczeń 1962 roku, a uzyskanie gotowości operacyjnej w sierpniu 1965 roku.

### NA-264/267/274/278

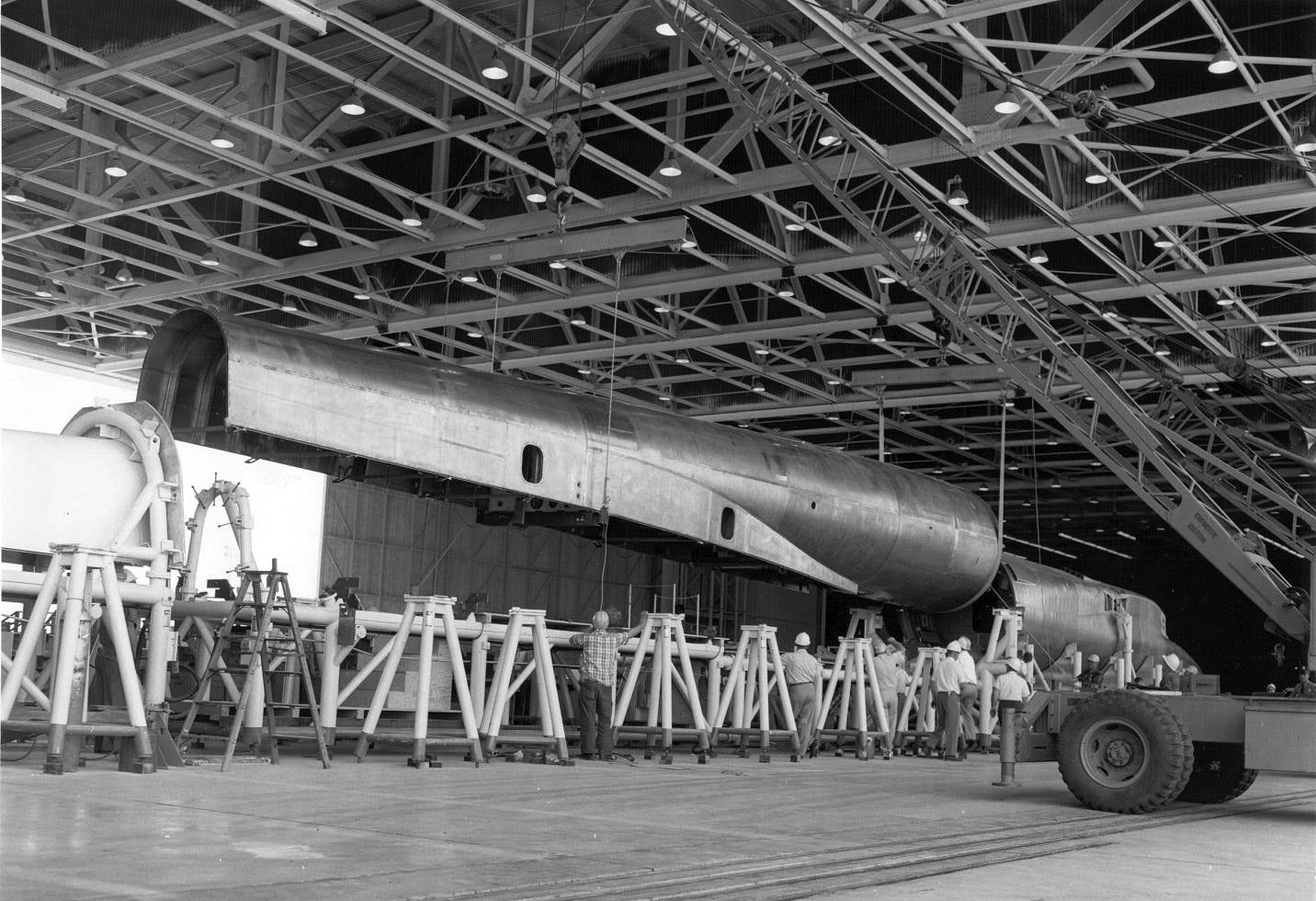
Montaż przedniej części kadłuba samolotu

Projekt był stale modyfikowany. Do końca 1958 roku inżynierowie NAA przeprojektowali usterzenie samolotu, odchylane zewnętrzne sekcje skrzydeł i ich mechanizacje, dziób, oszklenie kabiny załogi, podwozie bombowca oraz instalację paliwową. Tak zmodyfikowany projekt otrzymał oznaczenie NA-264. 31 grudnia 1958 roku, wytwórnia podpisała kontakt nr AF33(600)-38669 na budowę pojedynczego prototypu. Budowa była wypełnieniem pierwszej części, drugiej fazy projektu XB-70. 9 lutego 1959 roku ukończono budowę pełnowymiarowej makiety samolotu, a przez kolejne dwa miesiące, w marcu i kwietniu tego samego roku, była ona obiektem badań ekspertów sił powietrznych. Obok makiety weryfikowali oni również dokumentację techniczną sporządzoną przez NAA. Ich rezultatem było zalecenie wprowadzenia 761 poprawek w projekcie (381 z nich w ramach obowiązującego kontraktu). Po ich uwzględnieniu, nowy poprawiony projekt otrzymał oznaczenie NA-267. 30 czerwca 1959 roku projekt NA-267 został zaakceptowany przez siły powietrzne. 27 lipca tego samego roku wytwórnia otrzymała pozwolenie na kontynuowanie prac przy budowie prototypu, w ramach drugiej części drugiej fazy projektu.
W sierpniu 1959 roku z powodów finansowych anulowano program zakładający wykorzystanie paliw chemicznych o wysokiej energii spalania. Paliwa te miały znaleźć zastosowanie w silnikach XB-70 oraz naddźwiękowym myśliwcu przechwytującym dalekiego zasięgu North American XF-108. Z jednej strony miało to pozytywny wpływ na projekt bombowca. Można było zrezygnować z dwóch układów paliwowych – jednego dla normalnego paliwa lotniczego, drugiego dla paliw HEF – upraszczając tym samym całą konstrukcję i zmniejszając jej masę. Zrezygnowano również z budowy wersji silnika J93, napędzanej paliwem HEF. Z drugiej jednak strony, koszty rozwoju projektu były współdzielone z programem XF-108. Jego anulowanie wymuszało finansowanie wszystkich prac w ramach jednego projektu WS-110A. Konsekwencją dodatkowego obciążenia finansowego było ograniczenie planów. 1 grudnia 1959 roku podjęto decyzję o budowie jedynie pojedynczego prototypu XB-70 i systemu nawigacyjno-celowniczego ASQ-28. Nadano im jednak charakter doświadczalny, nie produkcyjny. Prace nad pozostałymi elementami wyposażenia samolotu wstrzymano. 

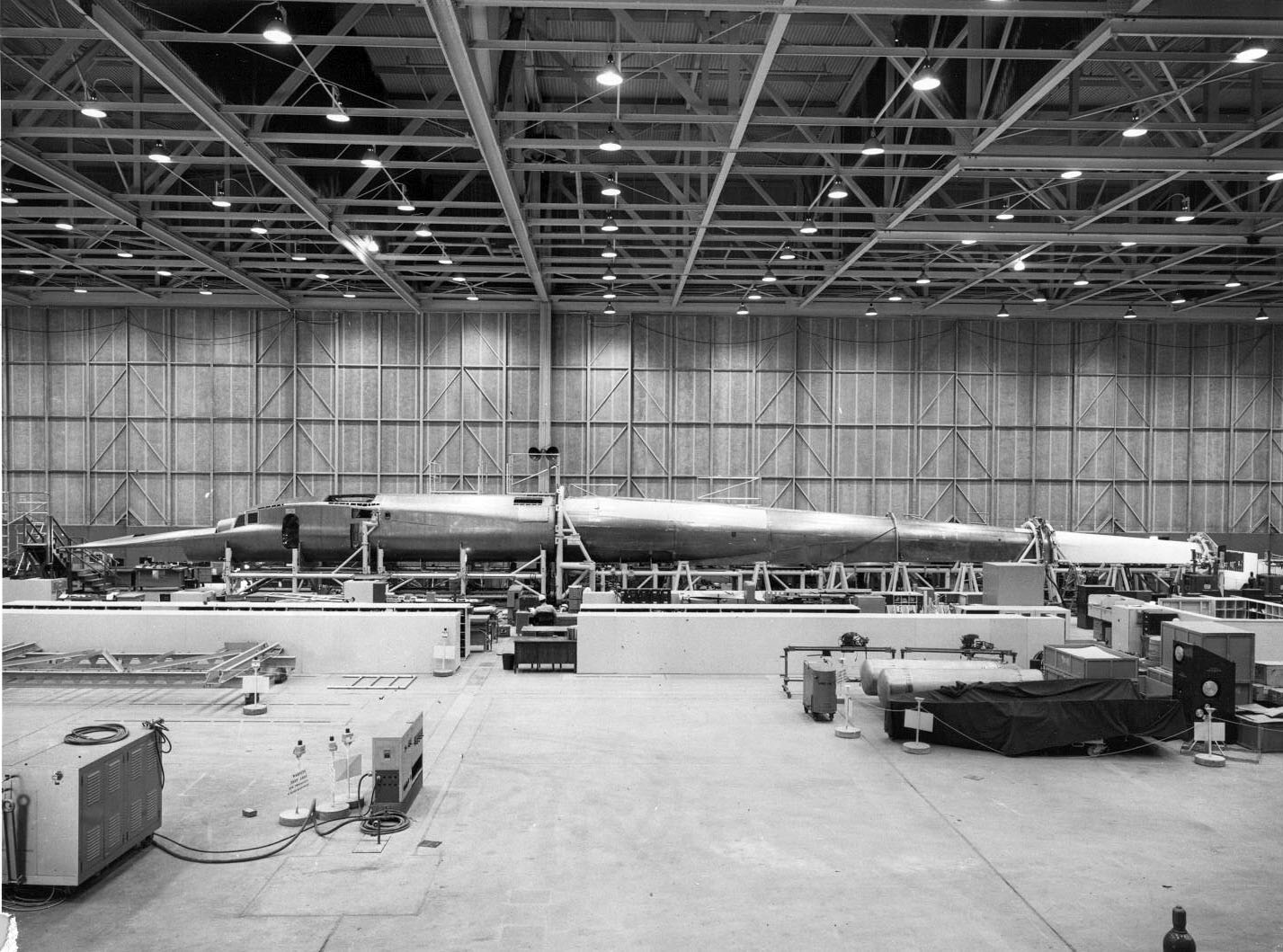
Montaż kadłuba samolotu

Narzucone ograniczenia zaktywizowały zwolenników projektu. Wśród nich znaleźli się między innymi szef sztabu USAF generał Thomas D. White
i jego zastępca ds. rozwoju uzbrojenia generał Roscoe Charles Wilson. Podnoszono kwestie zdecydowanie większej elastyczności użycia bombowców niż pocisków balistycznych. Bombowce można było odwołać nawet po rozpoczęciu realizacji misji. Mogły one atakować cele ruchome lub je zmieniać w zależności od sytuacji na froncie. Pociski balistyczne mogły atakować cele tylko o wcześniej znanym położeniu, a po wystrzeleniu nie można było ich odwołać. Użycie samolotów bombowych dawało więcej opcji nacisku na potencjalnego nieprzyjaciela: od faktu samego ich posiadania, poprzez obecność w powietrzu, aż do lot nad cel lub w pobliże toczącego się konfliktu. Bombowce można było również wykorzystać w roli nosicieli klasycznego uzbrojenia. Argumenty zwolenników kontynuowania projektu przekonały Kongres Stanów Zjednoczonych do dalszego finansowania prac oraz uruchomienia funduszy na budowę reszty wyposażenia elektronicznego. Odpowiednie fundusze zostały przyznane 31 lipca 1960 roku. Polityka administracji Dwighta Eisenhowera względem XB-70 spotkała się z krytyką Johna Fitzgeralda Kennedy'ego w trakcie jego kampanii wyborczej. Konsekwencją natarcia zwolenników kontynuowania projektu w jego rozszerzonej wersji była kolejna umowa jaką podpisano z NAA 21 września 1960 roku. Kontrakt AF33(600)-42058 przewidywał budowę jedenastu samolotów doświadczalnych, oznaczonych jako YB-70 (oznaczenie wytwórni NA-274), w standardzie wyposażenia zbliżonym do wersji seryjnych. Samoloty posiadałyby czteroosobową załogę: dwóch pilotów, nawigatora/bombardiera oraz operatora systemów samoobrony.
20 stycznia 1961 roku Kennedy został zaprzysiężony na urząd prezydenta Stanów Zjednoczonych. Wraz z rozpoczęciem prezydentury zmieniło się jego nastawienie do programu XB-70. Pomimo wydania ponad miliarda dolarów, program budowy był znaczenie opóźniony, a do oblotu maszyny była jeszcze daleka droga. Z drugiej strony, panujące w Stanach Zjednoczonych opinie o potencjale nuklearnym Związku Radzieckiego były mocno wyolbrzymione. Zatem posiadanie tak skomplikowanego i drogiego samolotu jest z jednej strony nieopłacalne, z drugiej, brak jest celów dla tak wyrafinowanej, jak na czasy swojego powstania, konstrukcji. Opierając się na opinii swojego sekretarza obrony Roberta McNamary, Kennedy 28 marca 1961 roku podjął decyzję o ponownym ograniczeniu programu budowy bombowca B-70. Tym razem miano zbudować jedynie trzy maszyny prototypowe i ponownie system ASQ-28. Również i tym razem miały być to samoloty o charakterze doświadczalnym, nie wykluczono jednak przyszłej opcji liniowej, w charakterze bombowców. Nowe wymagania porządkował aneks do umowy nr AF33(600)-42058, który wytwórnia otrzymała 10 kwietnia 1961 roku. W myśl nowej regulacji, rezygnowano z budowy jedenastu samolotów. Zamiast tego oczekiwano wybudowania trzech prototypów. Dwa z nich miały być obsługiwane przez dwuosobową załogę, ale pozbawione specjalistycznego wyposażenia misji (oznaczone jako NA-278) oraz pojedynczy, czteroosobowy samolot z systemem ASQ-28. Niestety dla projektu i ten plan pozostał jedynie na papierze. 31 lipca tego samego roku fundusze na kontynuacje projektu XB-70 zostały zredukowane przez Kongres.

### RS-70/RSB-70
18 stycznia 1962 roku wytwórnia podpisała kontrakt z siłami powietrznymi o numerze AF33(657)-12395, w ramach którego zobowiązywała się do przeprowadzenia 180 godzin prób w locie. Niestety dla projektu w tym samym miesiącu sekretarz obrony Robert McNamara uznał, iż należy definitywnie zakończyć cały program budowy nowego bombowca. Rozwój radzieckich rakietowych systemów przeciwlotniczych, rozwój rodzimych międzykontynentalnych rakiet balistycznych, mających zdecydowanie większe szanse na porażenie celu znajdującego się na radzieckim terytorium, czyniły możliwość realizacji misji przez B-70 praktycznie niewykonalną. Amerykanie wiedzieli również o pracach nad nowym radzieckim, ciężkim myśliwcem MiG-25, zdolnym w razie konfliktu do przechwycenia formacji B-70. Nowy bombowiec, przeznaczony do przenoszenia bomb atomowych, których zrzut musiał nastąpić bezpośrednio nad celem, nie był zdolny do przenoszenia pocisków dalekiego zasięgu powietrze-powierzchnia typu GAM-87 Skybolt i/lub AGM-28 Hound Dog, dzięki którym mógłby wykonać atak, nie wchodząc w zasięg radzieckiej obrony przeciwlotniczej lub myśliwców wroga. Tym samym, McNamara uznał kontynuowanie projektu za bezcelowe. Siły powietrzne, chcąc ratować projekt, w marcu 1962 roku przedstawiły koncepcję samolotu rozpoznawczo-uderzeniowego oznaczonego jako RS-70 lub RSB-70 (Reconnaissance Strike B-70 Weapon System Program), który byłby zdolny do przenoszenia w komorze uzbrojenia około 20 pocisków powietrze-powierzchnia (prawdopodobnie AGM-69 SRAM). Ambitne plany zakładały pozyskanie 150 samolotów do 1971 roku. Projekt uzyskał przychylność Komisji ds. Sił Zbrojnych Izby Reprezentantów ale veto postawił McNamara. Batalia pomiędzy zwolennikami kontynuowania projektu, a jego przeciwnikami doprowadziła do anulowania funduszy, których domagały się Siły Powietrzne na realizację koncepcji RS-70/RSB-70 przez Kongres w lipcu 1963 roku i zamrożenia dalszych wydatków na poziomie 1,3 mld dolarów w lutym 1964 roku.

### Samolot doświadczalny
5 marca 1964 roku Robert McNamara wyraził zgodę na budowę dwóch prototypów Air Vehicle 1 (AV1) i Air Vehicle 2 (AV2). Oznaczonych również jako XB-70-1 i XB-70-2 lub XB-70A-1 i XB-70A-2. Budowa trzeciego prototypu, oznaczonego jako YB-70 lub YB-70A, XB-70B, XRSB-70 lub oznaczeniem wytwórni NA-286, została anulowana. Obydwa prototypy miały już czysto cywilny charakter. Zrezygnowano z budowy systemów obronno-ofensywnych, maszyny nie mogły również przenosić uzbrojenia. Zadaniem ukończonych prototypów miało być zbadanie charakterystyk lotnych i pilotażowych, działania płatowca, jednostek napędowych i awioniki w lotach z dużą prędkością naddźwiękową i na wysokim pułapie. Uzyskane wyniki miały zostać wykorzystane przy budowie amerykańskiego samolotu pasażerskiego, zdolnego do lotu z prędkością naddźwiękową.

### Montaż
31 maja 1960 roku rozpoczęto produkcje pierwszych elementów konstrukcyjnych prototypu AV1, a 5 sierpnia tego samego roku trafiły one na linię produkcyjną. Dokumentacja techniczna samolotu została ukończona w grudniu 1960 roku. Za końcowy montaż obydwu maszyn prototypowych odpowiadały należące do USAF zakłady Air Force Plant 42 w Palmdale w Kalifornii. Montaż końcowy AV1 rozpoczęto 18 maja 1962 roku, ukończono go 24 kwietnia 1964 roku. 11 maja tego samego roku, w obecności licznych zgromadzonych gości, odbyła się uroczystość wytoczenia samolotu z hali montażowej (roll out). Już następnego dnia rozpoczęto przygotowania do oblotu samolotu. Podczas prób naziemnych problemy sprawiała wysokociśnieniowa instalacja hydrauliczna samolotu. Wysokowydajna instalacja z płynem hydraulicznym, potrzebna do poruszania dużymi powierzchniami sterowymi, z płynem roboczym o wysokim ciśnieniu była kluczowa dla zapewnienia sprawnego sterowania. Doszło do licznych wycieków płynu hydraulicznego podczas prób silników, wprawiających płatowiec w drgania. Rozpoczęte 9 sierpnia 1964 roku próby kołowania po płycie lotniska, ujawniły problemy z hamulcami kół. Po usunięciu wszystkich usterek, w połowie września 1964 roku, uznano AV1 za zdolny do wykonania pierwszego lotu.
29 maja 1965 roku dokonano wytoczenia z hali montażowej drugiego prototypu oznaczonego jako AV2 (numer 62-0207). Maszyna różniła się od swojego poprzednika kilkoma elementami. Miała dodatni wznios skrzydeł. Nauczeni doświadczeniem odpadających fragmentów poszycia w trakcie lotów, inżynierowie wzmocnili ten element konstrukcji. Zmodyfikowano instalację hydrauliczną aby zapobiegać jej wyciekom, które trapiły pierwszy egzemplarz. Maszynę wyposażono w dodatkową aparaturę pomiarową, służącą zbieraniu danych o parametrach lotu. Ręczny system sterowania płytami we wlotach powietrza do silników jaki znajdował się na AV1, został zastąpiony automatycznym. Oblot samolotu, z załogą White i Cotto, nastąpił 17 lipca 1965 roku. Już podczas dziewiczego lotu samolot uzyskał prędkość Ma=1,41.

### Próby w locie

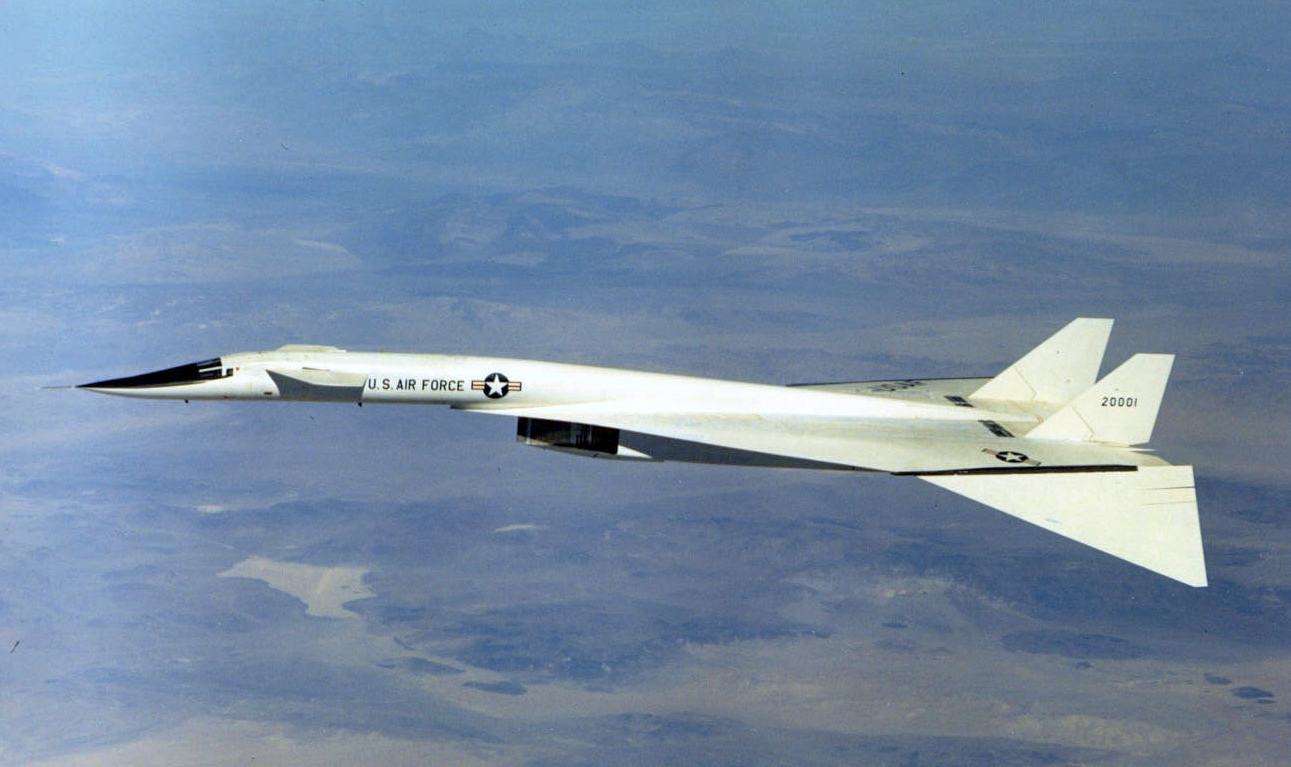
XB-70 w locie z dużą prędkością. Widoczne opuszczone zewnętrzne segmenty skrzydeł

21 września 1964 roku oblatano pierwszy z wybudowanych prototypów. Za sterami AV1 (o numerze 62-0001) usiedli Alvin S. White, pilot doświadczalny NAA oraz pilot USAF, pułkownik Joseph F. Cotton. Samolot wystartował z Palmdale i po trwającym godzinę i siedem minut locie, wylądował w Edwards Air Force Base. W trakcie lotu nie obeszło się bez problemów. Piloci nie byli w stanie schować podwozia głównego, przez co musieli ograniczyć prędkość do maksymalnie 579 km/h. Tradycyjnie już pojawiły się wycieki z instalacji hydraulicznej. W trakcie lądowania w Edwards, obydwie tylne opony lewego wózka podwozia głównego zapaliły się i wybuchły z powodu zablokowania hamulców kół. Doszło również do uszkodzenia dwóch silników. Uporano się z awariami wykorzystując części nieukończonego AV3. Po naprawach, Edwards stało się centrum prowadzonych na AV1 badań w locie. 12 października 1964 roku, w trakcie trzeciego lotu maszyny, załodze udało się osiągnąć po raz pierwszy prędkość naddźwiękową Ma=1,1, na pułapie 10 790 m. 24 października tego samego roku, w trakcie czwartego lotu, po raz pierwszy odchylono w dół o 25° zewnętrzne części skrzydeł. Samolot utrzymał przez 40 minut prędkość Ma=1,42 na wysokości 14 112 m. Po wykonaniu zadania, maszyna skierowała się do Palmdale. Tam wykonano próby obciążeń statycznych, poprawiono pokrycie malarskie oraz dokonano szeregu drobnych napraw. 16 lutego 1965 roku samolot ponownie poleciał do Edwards. W trakcie lotu, załoga odchyliła zewnętrzne sekcje skrzydeł o 64,5° oraz leciała przez 40 minut z prędkością Ma=1,6 na wysokości 13 716 m. Kolejny wzrost prędkości osiągnięto 4 marca 1965 roku, w trakcie siódmego lotu. Załodze w składzie Alvin S. White i major Fitzhugh L. Fulton udało się osiągnąć prędkość Ma=1,85, którą utrzymali przez godzinę, na wysokości 15 301 m. W trakcie ósmego lotu, wykonanego 24 marca 1965 roku, AV1 z załogą pilotów doświadczalnych NAA White i Van H. Shepard, samolot na wysokości 17 099 m po raz pierwszy przekroczył dwukrotną prędkość dźwięku osiągając Ma=2,14 przez 40 minut. 7 maja 1965 roku, w trakcie dwunastego lotu AV1, doszło do awarii, kawałek poszycia dolnej powierzchni skrzydła oderwał się i wpadł do wlotów powietrza do silnika, uszkadzając pięć jednostek napędowych. Załodze udało się bezpiecznie sprowadzić samolot na ziemię. Do przekroczenia trzykrotnej liczby Macha doszło w trakcie siedemnastego lotu, 14 października 1965 roku. Załoga, która oblatała maszynę, White i Cotton, udało się osiągnąć i utrzymać przez dwie minuty prędkość Ma=3,02 na wysokości 21 336 m. 17 lipca 1965 roku do prób dołączył drugi prototyp, który tego dnia został oblatany. 20 sierpnia 1965 roku, podczas swojego czwartego lotu maszyna przekroczyła dwukrotną prędkość dźwięku lecąc z prędkością Ma=2,04. Trzykrotną prędkość dźwięku na AV2 udało się przekroczyć podczas siedemnastego lotu, 3 stycznia 1966 roku. Osiągnięto wówczas Ma=3,05. Największą prędkość, z jaką leciał XB-70 podczas całego programu prób w locie, uzyskano 12 kwietnia 1966 roku. AV2 z załogą White i Cotton, podczas 33 lotu, osiągnęła prędkość Ma=3,08, na wysokości 22 189 m przez 20 minut. 19 maja 1966 roku, AV2 ponownie z załogą White i Cotto, utrzymała prędkość Ma=3,06 przez 33 minuty na wysokości 22 098 m.

## Katastrofa XB-70 Valkyrie AV2

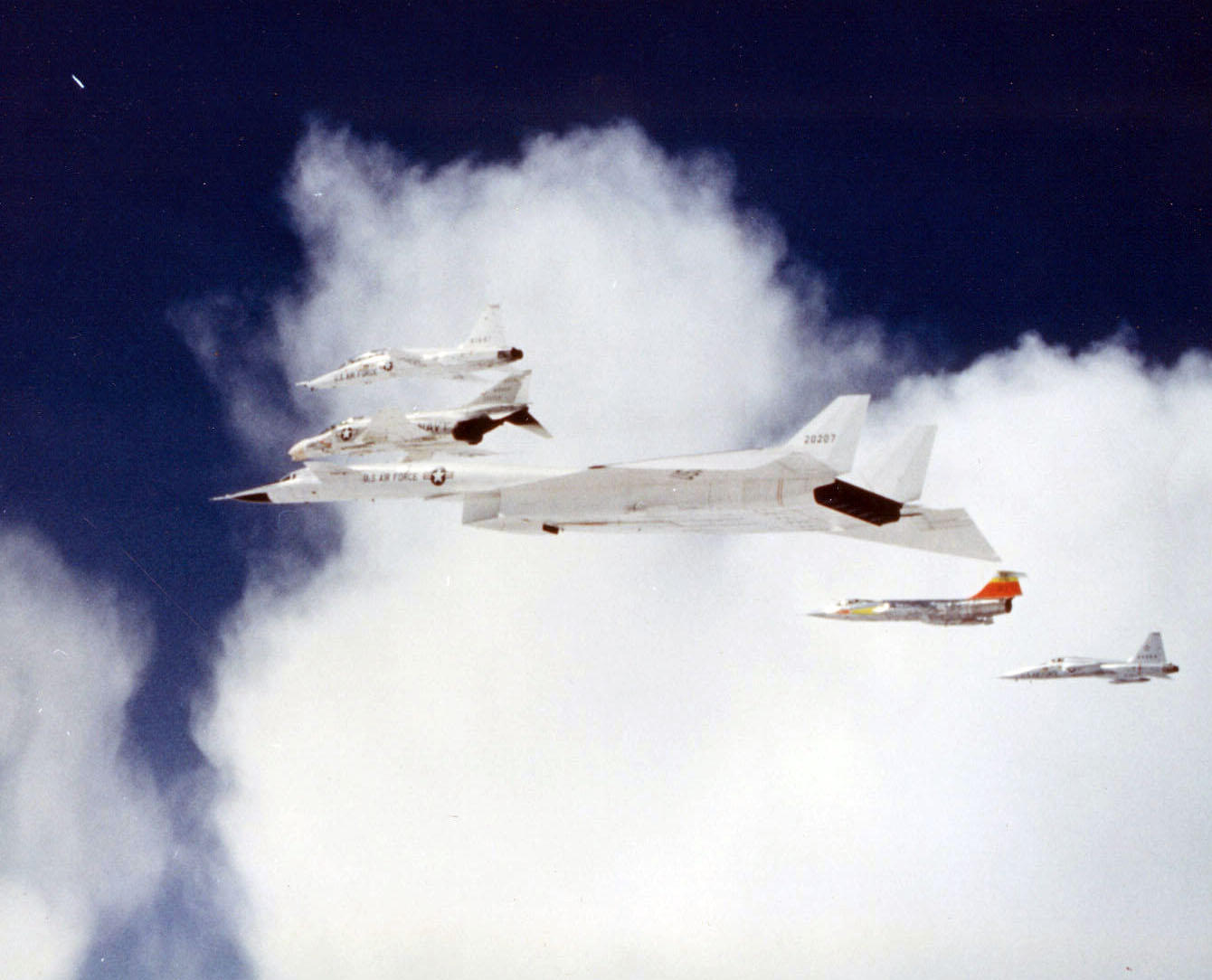
XB-70-2 i towarzyszące mu samoloty w trakcie sesji fotograficznej dla General Electric 8 czerwca 1966 roku

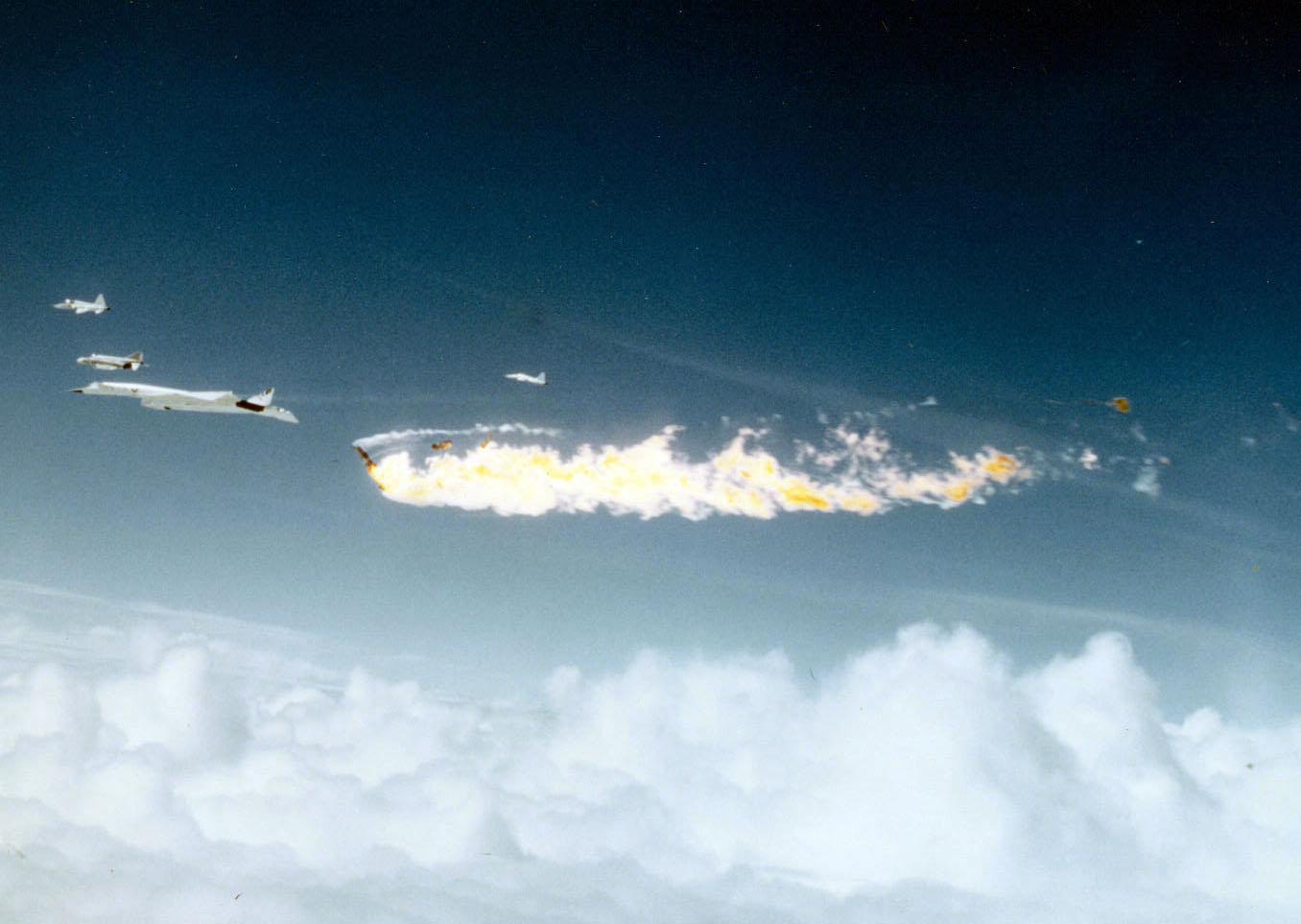
Formacja tuż po kolizji. Widoczne płonące szczątki F-104N oraz zniszczone usterzenie pionowe

6 czerwca 1966 roku zakończono fazę prób prowadzonych pod nadzorem United States Air Force (określaną jako „Phase 1”). Rozpoczęto fazę badawczą (oznaczoną jako „Phase 2”), w której nadal uczestniczyły USAF ale do pomocy i realizacji własnego programu badań oraz współfinansowania projektu dołączyła cywilna Narodowa Agencja Aeronautyki i Przestrzeni Kosmicznej (NASA). Na 8 czerwca 1966 roku zaplanowano dwa loty egzemplarza AV2. W trakcie drugiego lotu realizowana była sesja fotograficzna, zamówiona przez General Electric. W trakcie sesji samoloty napędzane silnikami firmy miały utworzyć wspólną formację, fotografowaną z pokładu towarzyszącego im samolotu Learjet. Za sterami XB-70-2 siedzieli White i nowy pilot, który dołączył do programu, major Carl S. Cross z USAF. Po wykonaniu zaplanowanych wcześniej zadań, do XB-70-2 znajdującego się na wysokości 7620 m i lecącego z prędkością Ma=0,78, podleciały cztery maszyn napędzane silnikami General Electric. Należący do United States Navy McDonnell Douglas F-4 Phantom II, za którego sterami siedzieli Jerome P. Skyrud i E.J. Black. Należący do USAF Northrop T-38 Talon z załogą w składzie Peter C. Hoag i Joe Cotton. Lockheed F-104N Starfighter, za którego sterem siedział pilot Joseph Albert „Joe” Walker reprezentujący NASA oraz Northrop YF-5A Freedom Fighter, za którego sterem siedział John M. Fritz.
Na trzy minuty przed zakończeniem sesji fotograficznej, doszło do kolizji w powietrzu XB-70-2 i F-104N, a w konsekwencji do katastrofy. W czasie rozformowywania szyku pilot F-104N, lecącego w odległości około 21 metrów z prawej strony względem bombowca z nieustalonej przyczyny wykonał manewr, wskutek którego lewe skrzydło myśliwca znalazło się pod prawym skrzydłem XB-70-2 (około 3 metrów poniżej). Nie wiadomo czy doszło do kontaktu skrzydeł obu samolotów. W wyniku znalezienia się w tym położeniu samolot F-104N został wciągnięty w wiry schodzące ze skrzydła XB-70-2 i przekoziołkował nad bombowcem uderzając w jego lewy statecznik pionowy, niszcząc go kompletnie. Bezpośrednio po tym uderzeniu, przód F-104N odłamał się od reszty kadłuba i doszło do eksplozji, która spowodowała śmierć pilotującego samolot F-104N, głównego pilota testowego NASA w programie LLRV, J. A. Walkera oraz dalsze uszkodzenie usterzenia i uszkodzenia lewego skrzydła XB-70-2. 16 sekund po eksplozji myśliwca uszkodzony bombowiec wpadł w niekontrolowany korkociąg oraz zajął się ogniem. 76 sekund po eksplozji, XB-70-2 runął na ziemię w okolicy miasta Barstow. Jako najbardziej prawdopodobną przyczynę uznaje się błąd pilota myśliwca, związany z ograniczeniem pola widzenia z kabiny.
W momencie całkowej utraty kontroli nad XB-70-2 pilot Alvin S. „Al” White i drugi pilot Carl Cross rozpoczęli procedurę automatycznego przejścia do zamykanych kapsuł ratunkowych (ang. powered encapsulation). Procedura powinna być poprzedzona manualnym przejściem do kapsuł ratunkowych. Alvin White nie podjął takiej próby. Brak informacji czy Carl Cross podjął taką próbę. Z nieznanej przyczyny fotele nie zostały wycofane do kapsuł ratunkowych – podejrzewano wadę fabryczną mechanizmu, uszkodzenie w trakcie zderzenia lub zbyt duże przeciążenie. Fotel drugiego pilota XB-70-2 pozostał w kokpicie bombowca, a on sam zginął w momencie uderzenia maszyny w ziemię. Pilot Alvin White rozpoczął procedurę ręczną (ang. manual encapsulation), zdołał odepchnąć się ręką i przesunąć fotel do kapsuły, po tej operacji jednak uruchomiła się procedura automatyczna i zamykająca się osłona przednia, w kształcie czterosegmentowej skorupy (ang. clamshell like), przycięła mu rękę, a sama osłona nie została zamknięta. White zdołał wyswobodzić rękę, samodzielnie zamknąć kapsułę i wykonać procedurę oddzielenia kapsuły od spadającego samolotu. Z niewyjaśnionej przyczyny nie zdołał natomiast aktywować poduszki powietrznej (uruchamiana ręcznie) amortyzującej upadek na ziemię – prawdopodobną przyczyną była utrata przytomności przez White'a lub uszkodzenie mechanizmu. Brak amortyzacji podczas lądowania spowodował, iż White doznał licznych obrażeń w momencie uderzenia w ziemię. Przeżył i po 3 miesiącach rekonwalescencji wrócił do pracy jako pilot.

## National Sonic Boom Program
Utrata egzemplarza AV2 nie zakończyła projektu, podjęto decyzję o kontynuowaniu prób przy użyciu AV1, którego prędkość została ograniczona do Ma=2,6. Kontrakt na realizację dalszego etapu prób w ramach projektu National Sonic Boom Program (NSBP), nr AF33(657)-15871, został podpisany z wytwórnią w sierpniu 1966 roku. Zmodyfikowano płatowiec, wyposażono go w dodatkowe systemy pomiarowe i telemetryczne. Wzmocniono poszycie płatowca, ręczny system sterowania płytami we wlotach powietrza do silników zastąpiono automatycznym (tak jak w utraconym egzemplarzu AV2). Wytwórnia nauczona doświadczeniem katastrofy, zmodyfikowała również kapsuły ratunkowe pilotów. Do ekipy latającej dołączyło dwóch nowych pilotów: Donald L. Mallick reprezentujący NASA i wojskowy pilot, major Emil Sturmthal z USAF. 3 listopada 1966 roku XB-70 ponownie wzniósł się w powietrze po katastrofie AV2. Loty kontynuowano do 17 stycznia 1967 roku. 18 marca 1967 roku podpisano kontrakt NAS4-1175, na mocy którego, 25 marca tego samego roku, samolot przekazano do NASA Dryden Flight Research Center (DFRC). W ośrodku kontynuowano badania nad zachowaniem się płatowca w trakcie lotów z wysokimi prędkościami, potrzebnych do wykorzystania przy konstruowaniu samolotu pasażerskiego, zdolnego do lotu z prędkością naddźwiękową. Wykorzystywany do badań samolot otrzymał kryptonim NA-315. W barwach NASA maszyna wykonała jeszcze 22 loty. 21 marca 1968 roku wyposażenie samolotu uzupełniono o system pomiaru drgań i obciążeń aerodynamicznych. Jego elementem były dwie dodatkowe ruchome płyty zainstalowane na dziobie, tuż przed kabiną załogi. 17 grudnia 1968 roku AV1 wykonał ostatni lot testowy dla NASA. W trakcie lotu maszyna osiągnęła prędkość Ma=2,53. 13 stycznia 1969 roku agencja poinformowała o zakończeniu programu lotów testowych. Ostatni raz XB-70 wzbił się w powietrze 4 lutego 1969 roku. Samolot, za sterami którego siedzieli Fitzhugh Fulton i Emil Sturmthal, przeleciał z Edwards Air Force Base do National Museum of the United States Air Force obok Dayton w stanie Ohio, gdzie znajduje się do dziś.

## Konstrukcja

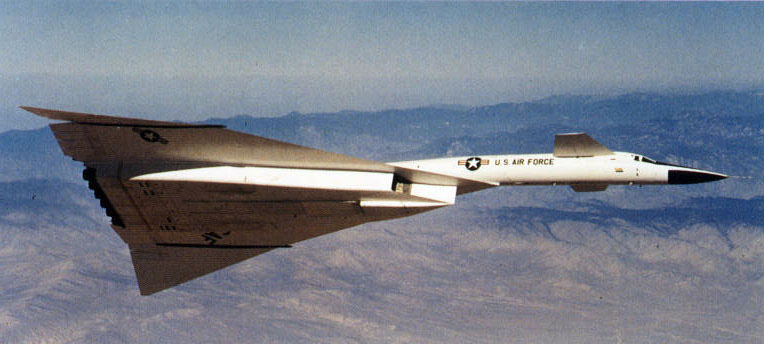
Ujęcie od spodu samolotu

XB-70 był wolnonośnym średniopłatem w układzie kaczki o całkowicie metalowej, półskorupowej konstrukcji. Dwuosobowa załoga miała do dyspozycji ciśnieniową, klimatyzowaną kabinę z fotelami umieszczonymi obok siebie. Fotele znajdowały się w indywidualnych kapsułach ratunkowych NAA Type B, które w przypadku ewakuacji załogi wystrzeliwane były przez otwory znajdujące się w suficie kabiny. Do kabiny załoga wchodziła przez luk umieszczony po lewej stronie kadłuba, 5,2 metra nad ziemią. Dziób samolotu, wraz z przednimi zewnętrznymi oknami, był opuszczany podczas kołowania i przy małej prędkości lotu, a podnoszony w trakcie lotu z prędkością przelotową. Samolot wyposażony był w wielodźwigarowe skrzydła typu delta. Skrzydło składało się z trzech części: nieruchomego centropłata oraz odchylanych w dół sekcji zewnętrznych. W trakcie kołowania, startu i lądowania oraz w locie z prędkością poddźwiękową, sekcje zewnętrzne były całkowicie rozchylone, tworząc jednolitą płaszczyznę z centropłatem. Podczas lotu z prędkością naddźwiękową, końcówki odchylano w dół o 25° (pierwszy prototyp) lub 30° (drugi prototyp). Maksymalne wychylenie w dół miało miejsce podczas lotu z dużą prędkością naddźwiękową, rzędu Ma > 1,6. W pierwszym prototypie odchylano je o 64,5°, a w drugim o 69,5°. Na krawędzi spływu skrzydła umieszczono dwanaście sterolotek pełniących funkcję klasycznych lotek oraz steru wysokości. Rolę usterzenie poziomego pełniły przednie powierzchnie o trapezowym obrysie, umieszczone tuż za kabiną pilotów. Na krawędzi ich spływu znajdowały się klapy. Usterzenie pionowe zdwojone, również o trapezowym obrysie ze sterami kierunku o relatywnie dużej powierzchni. Podwozie samolotu chowane, z przednim podparciem. Sterowany wózek przedni ze zdwojonymi kołami. Wózki podwozia głównego czterokołowe. Samolot wyposażony był w trzy spadochrony hamujące, każdy o średnicy 8,5 m, skracające dobieg bombowca podczas lądowania. Samolot napędzany był sześcioma silnikami turboodrzutowymi General Electric YJ93-GE-3, umieszczonymi obok siebie, każdy w osobnym przedziale silnikowym. Silniki znajdowały się pod skrzydłem, w tylnej części kadłuba. Powietrze do silników doprowadzane były dwoma kanałami, również znajdującymi się pod kadłubem. Jeden kanał doprowadzał powietrze do trzech silników. Każdy z kanałów wyposażony był w sześć płyt, trzech ruchomych i trzech stałych, regulujących przepływ powietrza w środku oraz dodatkową płytę regulującą przepływ w warstwie przyściennej kanału. Dzięki dużej mechanizacji przepływu, 90% powietrza sprężane było jeszcze przed wlotem do silników, we wnętrzu kanałów. Samolot mieścił 178 tys. litrów paliwa rozmieszczonych w jedenastu zbiornikach. Pięć z nich znajdowało się w kadłubie, a pozostałe sześć, integralnych, w skrzydłach. Nad silnikami, na górnej powierzchni skrzydeł umieszczono sześć par klap upustowych powietrza.

## Podsumowanie

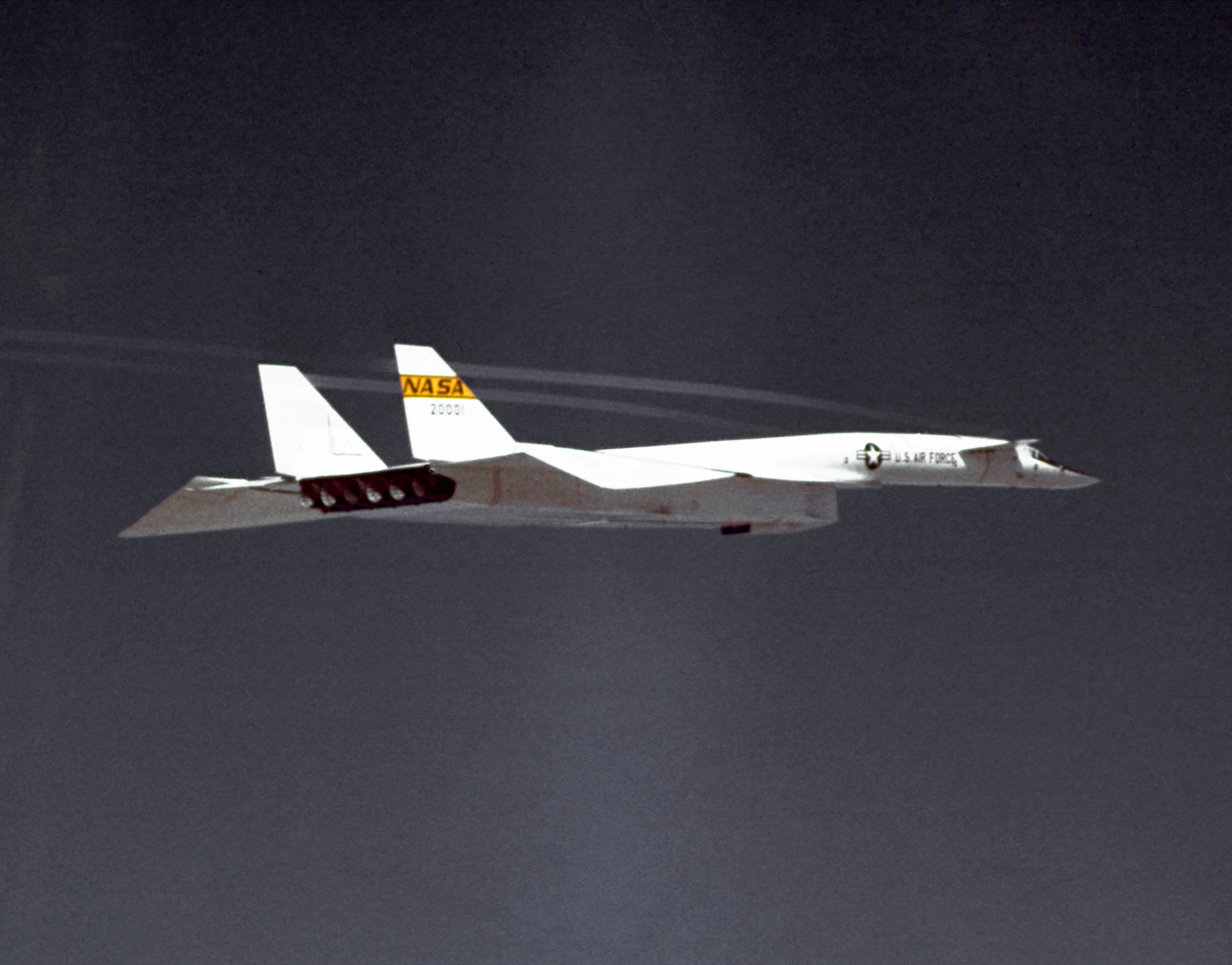
XB-70 w locie

XB-70 był nieodrodnym dzieckiem swoich czasów. W latach 50. i początkach 60. XX wieku, dominującą filozofią przy budowie nowych samolotów bojowych była strategia szybciej i wyżej. Opierając się na takich wymaganiach powstały wówczas projekty między innymi Republic XF-103, North American XF-108, Bell XF-109 czy Convair B-58 Hustler – maszyny, które charakteryzowały się lub miały charakteryzować osiąganiem wysokiej prędkości naddźwiękowej oraz wysokim pułapem lotu. XB-70 doskonale wpasowywał się w taką filozofię. W momencie tworzenia wymagań wobec nowej konstrukcji, rozwój międzykontynentalnych pocisków balistycznych przenoszących broń jądrową pozostawał jeszcze na początkowym etapie. W tych warunkach to bombowce zdolne do przenoszenia bomb atomowych, w dobie narastającej zimnowojennej konfrontacji, miały stać się elementem odstraszania nuklearnego. Docelowy B-70 i jego możliwości były początkowo traktowane z dużym entuzjazmem zarówno przez dowództwo sił powietrznych jak również administracje rządową. Lot z bardzo dużą prędkością rzędu powyżej Ma=3 i bardzo wysoki pułap lotu, miały stanowić klucz do pokonania radzieckiej obrony przeciwlotniczej i penetracji terytorium Związku Radzieckiego w przypadku otwartego konfliktu atomowego. Pierwsze wątpliwości jakie pojawiły się na obrazie „doskonałego” bombowca powstały już jednak pod koniec lat 50. Rozwój radzieckich rakietowych systemów przeciwlotniczych postawił pod znakiem zapytania możliwości B-70. Wątpliwości te zostały jeszcze bardziej uwypuklone po zestrzeleniu szpiegowskiego U-2 w pobliżu Swierdłowska 1 maja 1960 roku. 

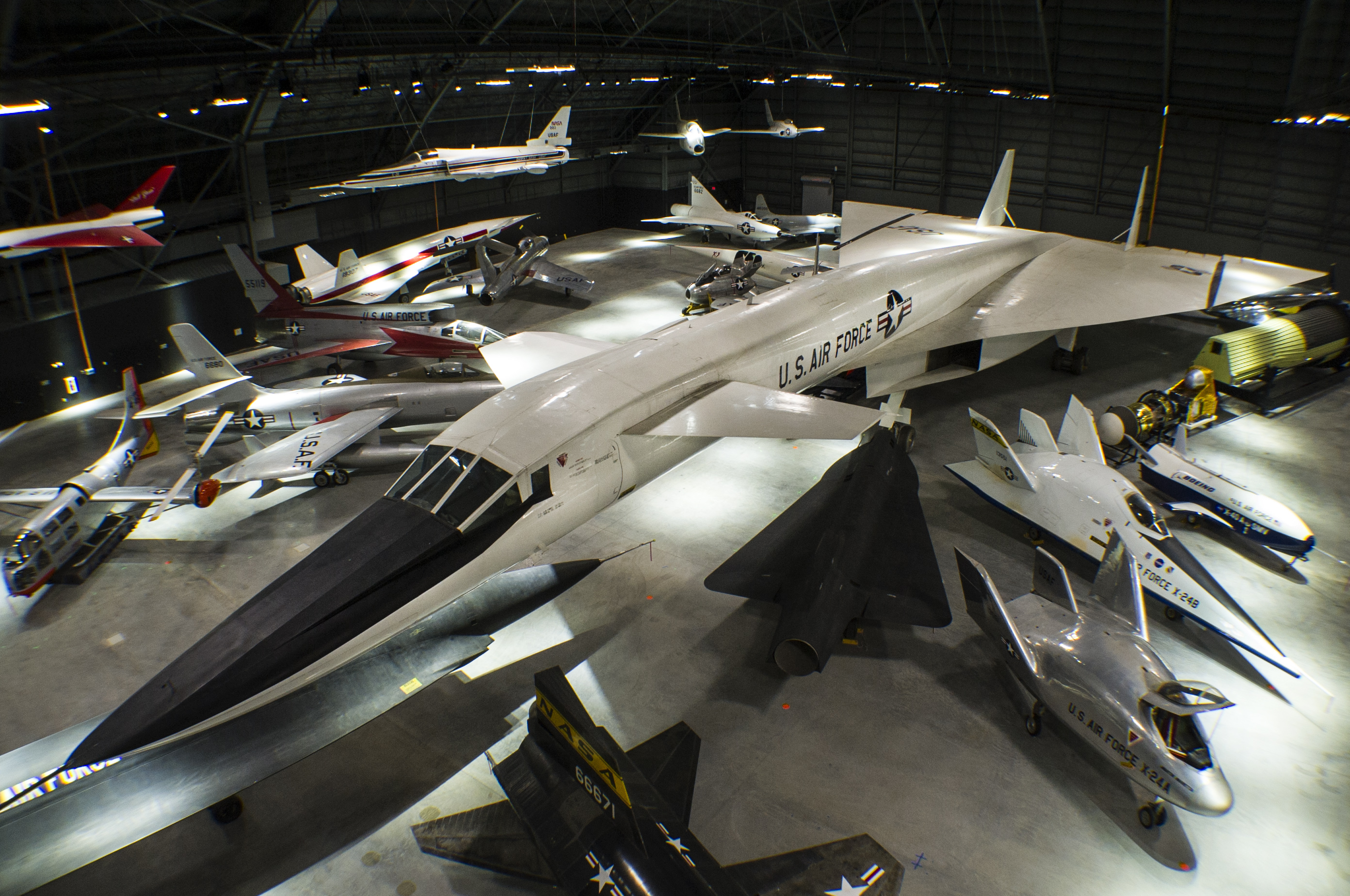
XB-70 w National Museum of the United States Air Force

XB-70 był projektem ze wszech miar innowacyjnym i nowatorskim jak na czasy swojego powstania. Konstruktorzy North American Aviation musieli zmierzyć się z problemami, wcześniej niewystępującymi w takiej ilości. Nowa konstrukcja postawiła przed inżynierami wyzwania natury technicznej, aerodynamicznej i technologicznej. Wysoka prędkość przelotowa wymusiła powstanie nowych materiałów poszycia samolotu, zdolnych do wytrzymania i pracy w warunkach wysokich temperatur. Poruszanie powierzchniami sterowymi w warunkach lotu wymagało stworzenia wysokowydajnej instalacji hydraulicznej, z płynem roboczym o bardzo wysokim ciśnieniu. Ogumienie i hamulce musiały wytrzymywać bardzo wysokie temperatury podczas startu i lądowania samolotu. Inżynierowie stanęli również przed koniecznością zapewnienia załodze komfortu pracy i bezpiecznej ewakuacji z lecącego na dużej wysokości, z bardzo dużą prędkością naddźwiękową, samolotu. Wszystkie te elementy wymagały ogromnego nakładu czasu, pracy i kosztów. 
Obydwa elementy, wątpliwości co do skuteczności samolotu do wypełnienia powierzonych mu zadań oraz ciągnący się projekt, którego koszty wydawały się rosnąć bez końca, nadwyrężyły początkową wiarę w sukces przedsięwzięcia. Rozwój amerykańskich systemów międzykontynentalnych rakiet balistycznych, wydawał się dawać większą szansę na skuteczne porażenie radzieckich miast i środków przenoszenia broni nuklearnej niż B-70, który, uzbrojony w bomby atomowe, musiał bezpośrednio nadlecieć nad cel ataku. Narastające wątpliwości i chęć zastopowania ogromnych wydatków na projekt, którego cel coraz bardziej wydawał się nie do osiągnięcia, skłoniły administrację rządową do ograniczenia wydatków, a w końcu całego projektu do ledwie doświadczalnego charakteru. Paradoksalnie, mniej wyrafinowany projekt, jakim był Boeing B-52 Stratofortress, okazał się być bardziej elastycznym i skorym do przystosowywania do zmieniających się wymagań. B-52 mógł przenosić zarówno ładunki konwencjonalne, jak i atomowe. Uzbrojenie mogły stanowić klasyczne, wolno spadające bomby, jak również uskrzydlone pociski z własnym napędem. B-52 okazał się być bardziej perspektywicznym samolotem niż XB-70, zdolny do przenoszenia jedynie bomb atomowych. 
Narastająca zimnowojenna konfrontacja pomiędzy obydwoma mocarstwami sprawiła, że głównym elementem odstraszania nuklearnego zostały międzykontynentalne pociski balistyczne. Jako główna broń odstraszająca i odwetowa miały one największe szanse na osiągnięcie swoich celów w starciu z radzieckimi myśliwcami przechwytującymi i przeciwlotniczymi systemami rakietowymi. Los XB-70 został przesądzony. Próby ratowania projektu przez siły powietrzne, w postaci koncepcji RS-70/RSB-70, pozostały bez echa. Zresztą wówczas już w USAF zaczęto zdawać sobie sprawę, że aby mieć szanse na przeniknięcie do radzieckiej przestrzeni powietrznej, potrzeba zupełnie innego samolotu. Pojawiła się wówczas koncepcja maszyny zdolnej do lotu z prędkością okołodźwiękową, na bardzo niskim pułapie, a w nieco dalszej perspektywie samolotów stealth.

## Wersje samolotu XB-70 Valkyrie
- Pełnowymiarowa makieta samolotu – luty 1959.
- XB-70A-1 (XB-70 AV1) – oznaczenie NAA: NA-278, numer fabryczny 62-0001, wykonał 83 loty o łącznym czasie 160 godzin 16 minut. Obecnie eksponowany w National Museum of the United States Air Force niedaleko Dayton w Ohio.
- XB-70A-2 (XB-70 AV2) –oznaczenie NAA: NA-278, numer fabryczny 62-0207, wykonał 46 lotów o łącznym czasie 92 godzin 22 minut. 8 czerwca 1966 roku uległ katastrofie na północ od Barstow w Kalifornii.
- XB-70B (XB-70 AV3) – oznaczenie NAA: NA-274, numer fabryczny 62-0208 początkowo miał być pierwszym egzemplarzem prototypowym oznaczonym jako YB-70A i planowanym na marzec 1961. Zaniechano jego budowy w marcu 1964 roku.
- YB-70A – planowane 10 kolejnych maszyn prototypowych, których nigdy nie wyprodukowano ze względu na anulowanie zamówienia w grudniu 1960 roku.
- B-70A – planowana seria 50 maszyn bojowych z dodatkowymi zbiornikami paliwa na końcówkach skrzydeł. Zamówienie anulowano w grudniu 1959 roku.
- RS-70 – planowana i opracowana w lutym 1959 alternatywna seria 50 maszyn w wersji rozpoznawczej z czteroosobową załogą i możliwością tankowania w powietrzu.

W ramach kompleksowego projektu opracowano także myśliwiec przewagi powietrznej North American XF-108 Rapier, który miał towarzyszyć i osłaniać B-70 w trakcie misji. Samolot ten nie wyszedł jednak poza stadium projektu.